# Cotorra (ort)
Cotorra är en ort i Colombia.   Den ligger i departementet Córdoba, i den nordvästra delen av landet, 500 km norr om huvudstaden Bogotá. Cotorra ligger 9 meter över havet och antalet invånare är 4 880.
Terrängen runt Cotorra är mycket platt. Runt Cotorra är det tätbefolkat, med 297 invånare per kvadratkilometer. Närmaste större samhälle är Cereté, 17,1 km söder om Cotorra. Omgivningarna runt Cotorra är huvudsakligen savann.